# IX Fiesta de la Independencia Talca 2018
La Fiesta de la Independencia Talca 2018 es la novena edición del certamen que se realiza entre el 8 de febrero al 11 de febrero de 2018. Celebró los 200 años de vida independiente de Chile. Es transmitido por Televisión Nacional de Chile y animado por María Luisa Godoy y Cristián Sánchez

## Programación[3]

### Día 1 (Jueves 8)
- Sin Bandera
- Nancho Parra (humor)
- Ráfaga (con su tour Ráfaga, el regreso)

### Día 2 (Viernes 9)
- Wisin
- Fusión Humor (humor)
- Denise Rosenthal

### Día 3 (Sábado 10)
- Pastelito (humor)
- Rombai
- Piso 21

### Día 4 (Domingo 11)
- Pimpinela
- Los de la Isla (humor)
- Julio Palacios y la Gran Sonora